# République de Chine aux Jeux olympiques d'été de 1932
La République de Chine participe aux Jeux olympiques d'été de 1932 qui se déroulent du 30 juillet au 14 août 1932 à Los Angeles aux États-Unis. Il s'agit de sa première participation à des Jeux d'été. La délégation chinoise est représentée par un athlète en Athlétisme, Liu Changchun, également porte-drapeau du pays lors des cérémonies d'ouverture et de clôture de ces Jeux qui ont lieu au sein du Los Angeles Memorial Coliseum.
La République de Chine fait partie des pays qui ne remportent pas de médailles au cours de cet évènement sportif dont le format est revu, passant à une durée moindre de seize jours.

## Athlétisme
| Athlète       | Épreuve             | Séries   | Séries | Finale   | Finale |
| Athlète       | Épreuve             | Résultat | Rang   | Résultat | Rang   |
| ------------- | ------------------- | -------- | ------ | -------- | ------ |
| Liu Changchun | 100 mètres masculin | 11 s 5   | 5e (E) | NC       | NC     |
| Liu Changchun | 200 mètres masculin | 23 s 4   | 4e (E) | NC       | NC     |